# DANTE
DANTE — некомерційна організація, головною метою якою є проектування, будівництво і експлуатація науково-дослідних і освітніх мереж для європейського агентства англ. National Research and Education Networks.
Організація DANTE, створена в 1993 році, зіграла важливу роль в успішному розвитку пан'європейських наукових і освітніх мереж. У цей час DANTE будує мережу GÉANT2, яка розширить можливості існуючої мережі GÉANT і стане новим кроком по створенню комунікаційної інфраструктури, надто необхідної для безлічі європейських наукових проектів. DANTE бере участь в світових ініціативах, направлених на вдосконалення зв'язку між країнами і континентами. DANTE бере участь в цілому ряді проектів в Середземномор'ї, Латинській Америці і Азійсько-Тихоокеанському регіоні (проекти EUMEDCONNECT, ALICE і TEIN2).